# جيمس هيل (موسيقي)
جيمس هيل (بالفرنسية: James Hill)‏ (و. سبتمبر 1980  م) هو موسيقي كندي، ولد في كندا، يستخدم آلات أكلال.

## التعليم
تعلم في جامعة كولومبيا البريطانية.

## روابط خارجية
- جيمس هيل على موقع IMDb (الإنجليزية)
- جيمس هيل على موقع ميوزك برينز (الإنجليزية)
- جيمس هيل على موقع ديسكوغز (الإنجليزية)